# Rele
Rele je elektromagnetno stikalo, ki ga krmili tok skozi magnetno navitje, pri čemer sta krmilni in močnostni tokokrog galvansko ločena. Tako lahko rele vklapljamo ali izklapljamo z uporabo krmilne napetosti.
Pri priklopu na izvor enosmerne napetosti steče skozi navitje releja enosmerni tok, ki sproži magnetni pretok. Ko je magnetni pretok dovolj velik, magnetna sila pritegne kotvo k jedru, kontaktna peresa se sklenejo. Po izklopu releja magnetna sila popusti in kontakti se vrnejo v prvotni položaj.

Obstaja več vrst relejev: elektromagnetni releji, releji z zakasnitvijo, nadzorni releji, termostatski releji, preobremenitveni releji, močnostni releji ipd.